# The Grail (film 1923)
The Grail è un film muto del 1923 diretto da Colin Campbell

## Trama
Il Texas Ranger Chic Shelby viene incaricato di catturare James Trammel e suo figlio John, due malviventi coinvolti in una guerra del bestiame che si nascondono tra le montagne. Shelby prende in trappola John, facendosi passare per un predicatore. La sorella di John viene sedotta da Sam Hervey che, temendo l'ira di Trammel padre, gli spara, accusando del delitto il ranger. Shelby dimostra la propria innocenza arrestando il vero assassino, John viene assolto mentre Susie si suicida, annegandosi.

## Produzione
Il film fu prodotto dalla Fox Film Corporation. Venne girato in California, a Alabama Hills, Lone Pine

## Distribuzione
Distribuito dalla Fox Film Corporation, il film - presentato da William Fox - uscì nelle sale cinematografiche USA il 14 ottobre 1923